# North Gates
North Gates est une census-designated place du comté de Monroe, dans l'État de New York, aux États-Unis,. En 2020, elle compte une population de 9 458 habitants.